# Panamerikanische Winterspiele 1990
Die I. Panamerikanischen Winterspiele wurden vom 16. bis 22. September 1990 im argentinischen Las Leñas ausgetragen. Aufgrund der bescheidenen Schneelage konnten lediglich sechs alpine Skirennen veranstaltet werden, an denen 95 Athleten aus acht verschiedenen Ländern teilnahmen. Es waren bis heute die einzigen panamerikanischen Winterspiele.

## Vorgeschichte und Organisation
Bereits 1942 wurde erstmals an der Austragung Panamerikanischer Winterspiele gefeilt, der Zweite Weltkrieg machte die Pläne jedoch zunichte. Vorschläge, nach den allerersten Panamerikanischen Spielen 1951 in Buenos Aires auch einige Bewerbe in Bariloche abzuhalten, wurden ebenfalls verworfen. An einer geplanten Veranstaltung 1959 in Lake Placid zeigten die südamerikanischen Länder aufgrund politischer und wirtschaftlicher Differenzen wenig Interesse.
Parallel zum Aufschwung der argentinischen Skigebiete in den 1980er Jahren revitalisierte Antonio Rodríguez, Präsident des argentinischen Olympischen Komitees, die Idee Panamerikanischer Winterspiele. Beim Kongress der Panamerikanischen Sportorganisation (PASO) in Mar del Plata im März 1988 fiel der einstimmige Beschluss für Argentinien als Austragungsland der ersten Winterspiele. Im November desselben Jahres vergab die PASO die Spiele an Las Leñas, wo nur fünf Jahre zuvor ein modernes Wintersportzentrum eröffnet hatte. Mit Vertretern der nationalen Olympischen Komitees von Chile, Kanada und der USA erstellten die Organisatoren ein Programm, das die Sportarten Ski Alpin, Freestyle-Skiing, Langlauf und Biathlon beinhaltete. Das Budget von fast 1,5 Millionen US-Dollar umfasste unter anderem auch Transfers vom etwa 1200 Kilometer entfernten Flughafen Ezeiza.

## Ablauf

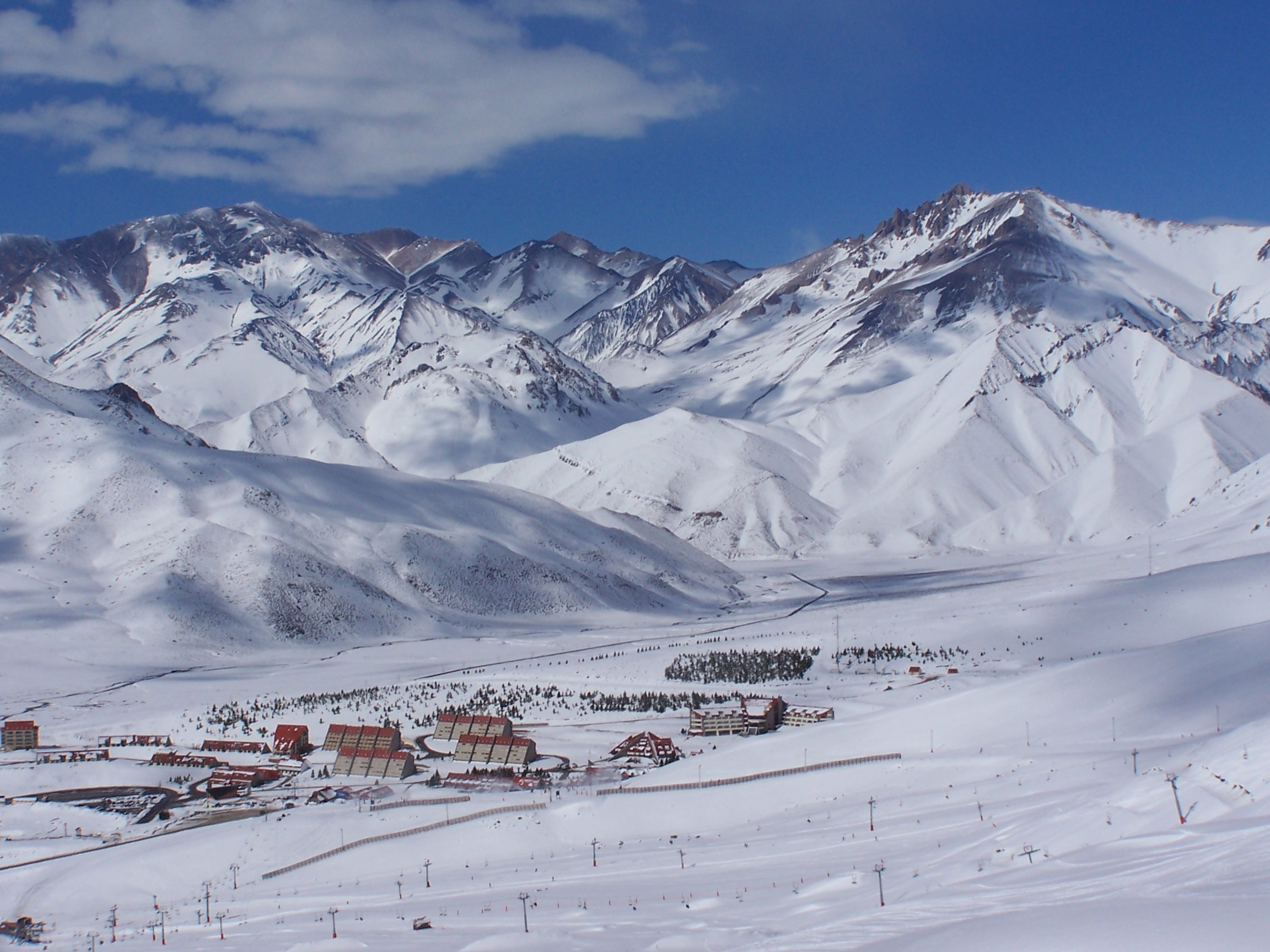
Die Skistation Las Leñas

Mehr als ein Dutzend Teilnehmerländer hatte sich für die Spiele zwischen 3. und 15. September 1989 angesagt, zusätzlich geplante Bewerbe im Behindertensport mussten jedoch aufgrund zu geringen Interesses bereits im Vorfeld gestrichen werden. Außerdem fiel es den Organisatoren schwer, Sponsoren zu gewinnen. Anfang August wurde während der zur Weltcup-Saison 1989/90 zählenden Damenskirennen im Austragungsort klar, dass die unzureichende Schneelage in Las Leñas das Großereignis nicht zulassen würde. Die PASO verschob das Event daraufhin auf Ende August 1990. Eine weitere wetterbedingte Verschiebung und anhaltender Schneemangel im Südwinter 1990 machten eine Straffung des Programms notwendig, der letztlich alle Sportarten außer Ski Alpin zum Opfer fielen.
Die I. Panamerikanischen Winterspiele wurden schließlich am 16. September 1990 durch den Gouverneur der Provinz Mendoza, José Octavio Bordón, eröffnet. Aristeo Benavídez, als Skirennläufer Teilnehmer der Olympischen Winterspiele 1952, entzündete das panamerikanische Feuer, Carolina Eiras verlas den offiziellen Eid der Spiele. Insgesamt nahmen 95 Athleten aus acht verschiedenen Ländern an den Rennen teil, 3 weiteren Argentiniern blieb die Teilnahme aus bürokratischen Gründen verwehrt.
Die Abfahrten fanden am 18. September auf der 2430 Meter langen Strecke Júpiter oberhalb des Ortes statt. Wie die New York Times berichtete, waren die Rennen von starken Windböen bis zu 96 Kilometern pro Stunde beeinträchtigt. Die Herrenabfahrt musste nach einem Sturz des Argentiniers Mariano Puricelli mit Startnummer 26 abgebrochen werden, wurde aber dennoch gewertet. Danach sorgten Schneestürme für eine dreitägige Pause und es konnten nur noch jeweils zwei Super-G und Riesenslaloms auf der Strecke Vulcano ausgetragen werden. Die ursprünglich für Samstag angesetzten Slaloms mussten ersatzlos gestrichen werden. USA und Kanada, die mit jeweils 25 Sportlern die größten Aufgebote stellten, gewannen sämtliche 18 Medaillen. Zu den Titelträgern gehörten die erprobten Weltcup-Läufer Brian Stemmle und AJ Kitt sowie die frühere Weltmeisterin und spätere Olympiasiegerin Diann Roffe. Für die besten Resultate des Gastgeberlandes sorgten Carolina Eiras und Astrid Steverlynck als jeweils Elfte in Abfahrt beziehungsweise Super-G.
Die nächste Austragung Panamerikanischer Winterspiele im Jahr 1993 war zunächst für Nordamerika und dann für Santiago de Chile vorgesehen, musste aber wegen erneuten Schneemangels verworfen werden. Danach gab es vonseiten der PASO keine ernsthaften Bestrebungen mehr für Winterspiele.

## Teilnehmer

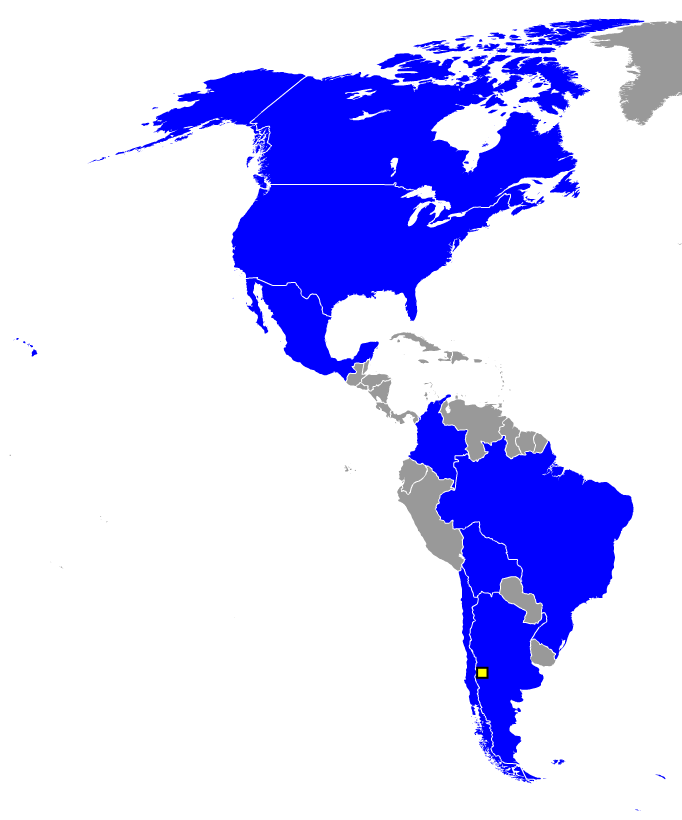
Teilnehmende Nationen

- Argentinien (24)[1]
- Bolivien (2)
- Brasilien (5)
- Chile (9)
- Kanada (25)
- Kolumbien (1)
- Mexiko (4)
- Vereinigte Staaten (25)

## Ergebnisse Herren

### Abfahrt
| Platz | Land | Sportler        | Zeit (min) |
| ----- | ---- | --------------- | ---------- |
| 01    | CAN  | Brian Stemmle   | 1:38,21    |
| 02    | CAN  | Rob Boyd        | 1:38,32    |
| 03    | USA  | AJ Kitt         | 1:38,93    |
| 04    | CAN  | Felix Belczyk   | 1:39,43    |
| 05    | USA  | Jeff Olson      | 1:39,77    |
| 06    | USA  | Joe Levins      | 1:39,89    |
| 07    | CAN  | Roman Torn      | 1:39,94    |
| 08    | CAN  | Ed Podivinsky   | 1:40,09    |
| 09    | CAN  | Robbie Bosinger | 1:40,49    |
| 10    | USA  | Jeremy Nobis    | 1:41,43    |

Datum: 18. September 1990

Strecke: Júpiter

Starthöhe: 3300 m, Zielhöhe: 2790 m

Höhenunterschied: 510 m

41 Läufer am Start, nach 26 abgebrochen.

### Super-G
| Platz | Land | Sportler        | Zeit (min) |
| ----- | ---- | --------------- | ---------- |
| 01    | USA  | AJ Kitt         | 1:06,19    |
| 02    | USA  | Tommy Moe       | 1:06,70    |
| 03    | USA  | Jeremy Nobis    | 1:07,20    |
| 04    | USA  | Jeff Olson      | 1:07,61    |
| 05    | USA  | Kyle Wieche     | 1:07,74    |
| 06    | USA  | Nathaniel Bryan | 1:07,75    |
| 07    | CAN  | Rob Boyd        | 1:07,81    |
| 08    | CAN  | Cary Mullen     | 1:07,93    |
| 09    | USA  | Bill Hudson     | 1:07,97    |
| 10    | CAN  | Roman Torn      | 1:08,28    |

Datum: 22. September 1990

Strecke: Vulcano

Starthöhe: 2710 m, Zielhöhe: 2370 m

Höhenunterschied: 340 m

### Riesenslalom
| Platz | Land | Sportler        | Zeit (min) |
| ----- | ---- | --------------- | ---------- |
| 01    | USA  | Jeff Olson      | 2:03,23    |
| 02    | USA  | Nathaniel Bryan | 2:03,50    |
| 03    | USA  | Jeremy Nobis    | 2:04,31    |
| 04    | USA  | Tommy Moe       | 2:04,97    |
| 05    | USA  | Robbie Parisien | 2:05,04    |
| 06    | USA  | Bill Hudson     | 2:05,36    |
| 07    | USA  | Joe Levins      | 2:05,50    |
| 08    | CAN  | Cary Mullen     | 2:05,53    |
| 09    | USA  | Bob Ormsby      | 2:05,57    |
| 10    | USA  | Kyle Wieche     | 2:05,69    |

Datum: 22. September 1990

Strecke: Vulcano

Zielhöhe: 2370 m

## Ergebnisse Damen

### Abfahrt
| Platz | Land | Sportlerin        | Zeit (min) |
| ----- | ---- | ----------------- | ---------- |
| 01    | CAN  | Kendra Kobelka    | 1:41,21    |
| 02    | CAN  | Lucie Laroche     | 1:41,32    |
| 03    | USA  | Hilary Lindh      | 1:41,91    |
| 04    | USA  | Chantal Knapp     | 1:41,93    |
| 05    | CAN  | Nancy Gee         | 1:42,07    |
| 06    | USA  | Kristin Krone     | 1:42,54    |
| 07    | CAN  | Kate Pace         | 1:42,76    |
| 08    | CAN  | Michelle McKendry | 1:42,99    |
| 09    | USA  | Julie Parisien    | 1:44,98    |
| 10    | USA  | Allison Fenn      | 1:45,71    |

Datum: 18. September 1990

Strecke: Júpiter

Starthöhe: 3300 m, Zielhöhe: 2790 m

Höhenunterschied: 510 m

### Super-G
| Platz | Land | Sportlerin         | Zeit (min) |
| ----- | ---- | ------------------ | ---------- |
| 01    | USA  | Krista Schmidinger | 1:09,11    |
| 02    | CAN  | Kendra Kobelka     | 1:09,54    |
| 03    | USA  | Julie Parisien     | 1:10,05    |
| 04    | CAN  | Michelle McKendry  | 1:10,07    |
| 05    | CAN  | Lucie Laroche      | 1:10,10    |
| 06    | CAN  | Nancy Gee          | 1:10,35    |
| 07    | USA  | Hilary Lindh       | 1:10,47    |
| 08    | USA  | Kristin Krone      | 1:10,49    |
| 09    | USA  | Allison Fenn       | 1:11,48    |
| 10    | USA  | Chantal Knapp      | 1:12,27    |

Datum: 22. September 1990

Strecke: Vulcano

Starthöhe: 2710 m, Zielhöhe: 2370 m

Höhenunterschied: 340 m

### Riesenslalom
| Platz | Land | Sportlerin         | Zeit (min) |
| ----- | ---- | ------------------ | ---------- |
| 01    | USA  | Diann Roffe        | 2:06,58    |
| 02    | CAN  | Nancy Gee          | 2:08,62    |
| 03    | CAN  | Michelle McKendry  | 2:09,12    |
| 04    | USA  | Eva Twardokens     | 2:09,42    |
| 05    | USA  | Krista Schmidinger | 2:09,48    |
| 06    | USA  | Kim Schmidinger    | 2:09,63    |
| 07    | USA  | Julie Parisien     | 2:10,02    |
| 08    | CAN  | Kate Pace          | 2:10,35    |
| 09    | CAN  | Lucie Laroche      | 2:11,78    |
| 10    | USA  | Tanis Hunt         | 2:11,85    |

Datum: 22. September 1990

Strecke: Vulcano

Zielhöhe: 2370 m

## Medaillenspiegel
| Platz | Land               | Gold | Silber | Bronze | Gesamt |
| ----- | ------------------ | ---- | ------ | ------ | ------ |
| 1     | Vereinigte Staaten | 4    | 2      | 5      | 11     |
| 2     | Kanada             | 2    | 4      | 1      | 7      |